# Lepidochrysops elgonae
Lepidochrysops elgonae är en fjärilsart som beskrevs av Henry Stempffer 1950. Lepidochrysops elgonae ingår i släktet Lepidochrysops och familjen juvelvingar. Inga underarter finns listade i Catalogue of Life.